# Euploea pauperata
Euploea pauperata är en fjärilsart som beskrevs av Hans Fruhstorfer 1910. Euploea pauperata ingår i släktet Euploea och familjen praktfjärilar. Inga underarter finns listade i Catalogue of Life.